# Dominique Struye de Swielande

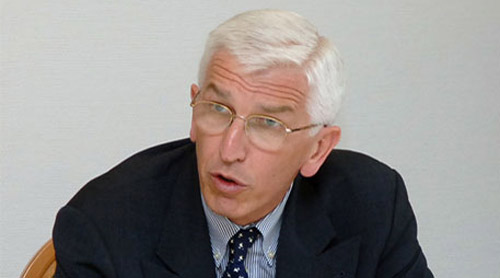
Dominique Struye de Swielande

Dominique Struye de Swielande (* 10. Juli 1947 in Gent, Flandern; † 27. Oktober 2015 in Woluwe-Saint-Lambert) war ein belgischer Diplomat.

## Leben
Swielande wurde an der Katholieke Universiteit Leuven zum Doktor der Rechtswissenschaften promoviert. Er ist Master in Rechtswissenschaft des University College London und Master in European Law der Universität Gent. Er trat am 1. Februar 1974 in den auswärtigen Dienst.  Von 1975 bis 1976 war er in Wien, von 1976 bis 1980 in Lagos akkreditiert. Von 1980 bis 1981 war er Geschäftsträger in Salisbury/Harare Simbabwe. Von 1982 bis 1984 war er Botschaftsrat in Kinshasa.
1984 war er in Österreich, Nigeria, Simbabwe und Zaire akkreditiert. Von 1984 bis 1987 war er Berater von Leo Tindemans. Von 1987 bis 1990 war er Generalkonsul und Stellvertreter des Vertreters der belgischen Regierung bei den Organisationen der Vereinten Nationen in Genf.
1990 leitete er die Abteilung Europa im Außenministerium. Von 1991 bis 1992 wurde er in der Planungsgruppe von Mark Eyskens beschäftigt. Von 1992 bis 1994 war Berater von Jean-Luc Dehaene. Von 1994 bis 1995 leitete er die Verwaltung des Außenministeriums. Von 1995 bis 1996 war er Bürovorleiter des Staatssekretärs im Außenministerium Reginald Moreels. Von 1997 bis 2002 war er der belgische Botschafter in Deutschland. Von 2002 bis 2006 war er Vertreter der belgischen Regierung beim Nordatlantikrat.
Von 29. Dezember 2006 bis Februar 2009 war er belgischer Botschafter in Washington, D.C.
Im Februar 2009 wurde er belgischer Botschafter in Kinshasa, Demokratische Republik Kongo,
wo mittlerweile Unternehmen der Volksrepublik China Prospektions- und Abbaurechte haben.
Im Juni 2010 bestätigte de Swielande, die Teilnahme von Albert II. an den Feierlichkeiten zur 50. Wiederkehr der Unabhängigkeit der Demokratischen Republik Kongo.